# Roberto Dorado
Eleuterio Roberto Dorado Zamorano (Valencia, 10 de agosto de 1939 - Madrid, 26 de noviembre de 2011) fue un político español.

## Trayectoria
Nacido en prisión, donde su madre estaba ingresada en cumplimiento de pena por su apoyo a la causa republicana durante la guerra civil española. Militante del PSOE desde su época de estudiante de Ciencias Químicas en la Complutense de Madrid.
Entre 1982 y 1993 fue director de Gabinete del Presidente del Gobierno, Felipe González.
De 1993 a 1996 dirigió la empresa pública Mercasa.